# Stomerij Palthe

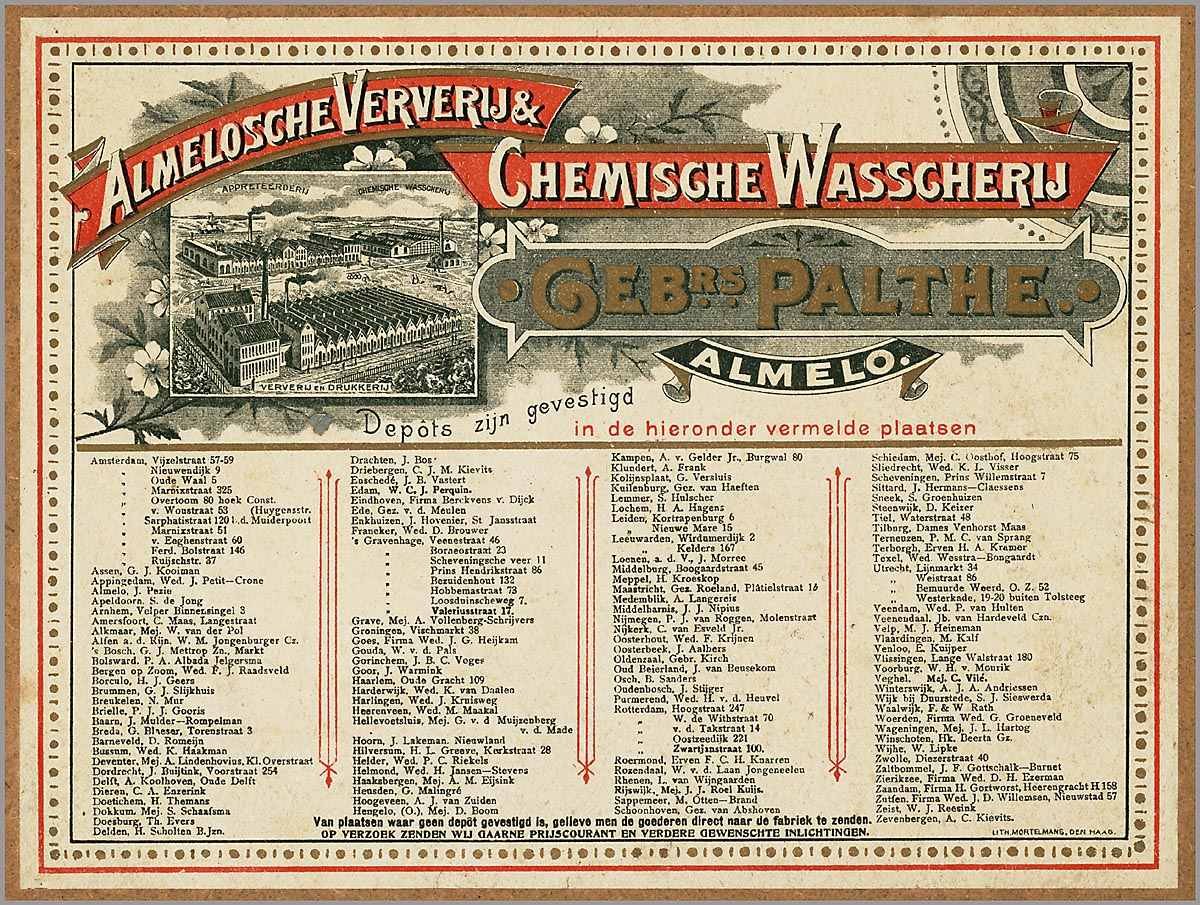
Advertentie van Palthe met lijst van depots

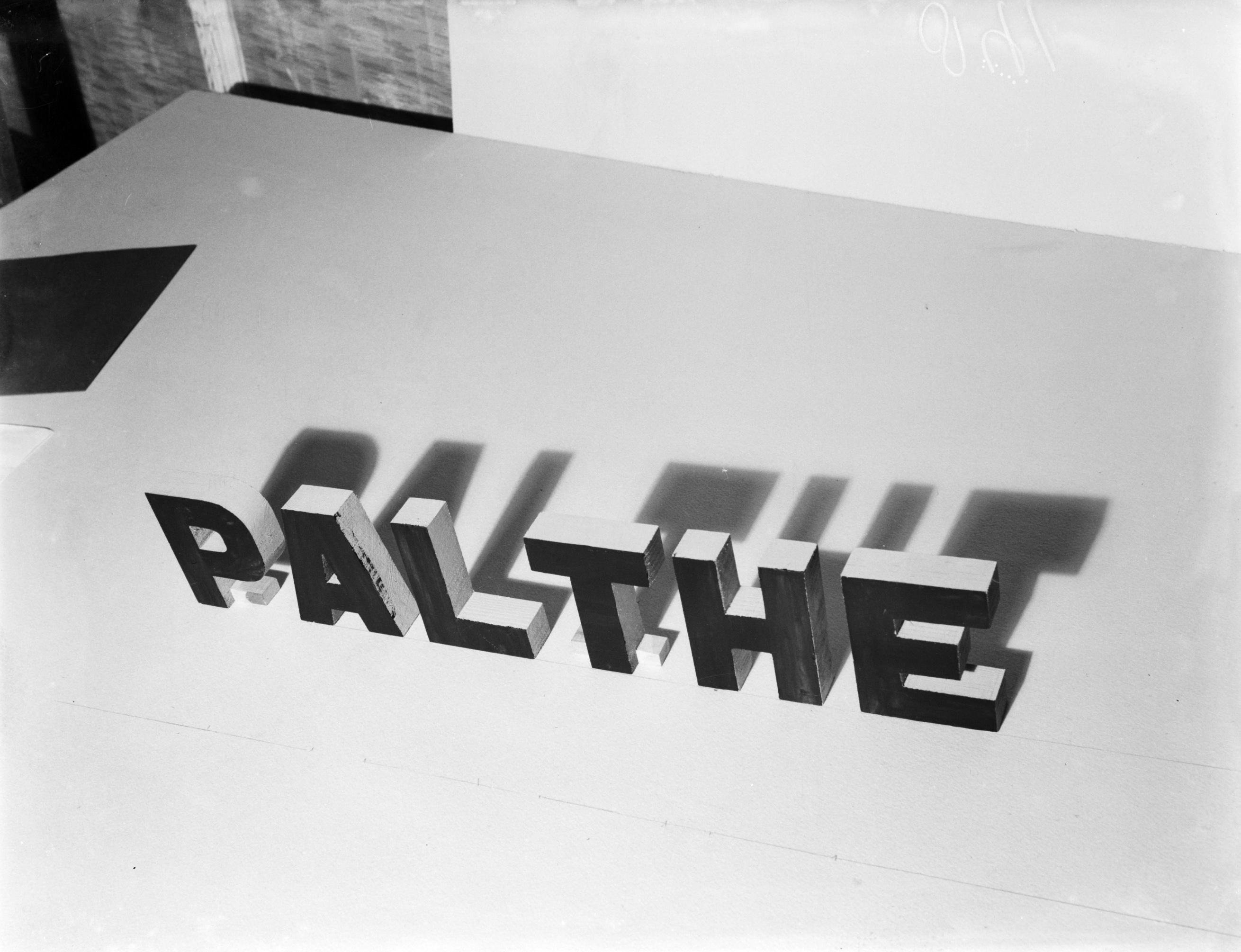
Reclameletters voor Palthe, gefotografeerd door Willem van de Poll

Onder de verkorte naam Palthe bestond vanaf 1873 een chemische wasserij en ververij met als vestiging van oorsprong Almelo die in de loop der tijd ook een landelijke filiaalketen onder dezelfde naam omvatte en waarin rond 1960 diverse andere Nederlandse chemisch wasserijen werden opgenomen.

## Oorsprong
In 1873 vond de oprichting plaats van de firma Gebr. Palthe, ook wel aangeduid als de Almelosche Ververij en Chemische Wasscherij. De oprichters, Dirk Willem, Arnold Albert en Jan Richard Van Wulfften Palthe begonnen eenvoudig in de gebouwen van de Almelosche Broodfabriek in liquidatie, met zes werklieden maar wisten hun bedrijf snel uit te breiden. Na tien jaar telde de onderneming al een 200 vaste arbeidskrachten, bij het 25-jarig bestaan 340 arbeid(st)ers. In mei 1888 ontstond een brand in de een jaar eerder opgerichte benzinewasserij met zes zwaargewonden van wie een overleed aan de brandwonden. De nieuwe chemische wasserij (een gelijkvloers gebouw) werd buiten de stad herbouwd. De patriarchale directie zorgde ook voor diverse extra voorzieningen waaronder een badinrichting, pensioenfonds en herhalingsschool. Hiertoe vond in 1895 de oprichting van een Stichting tot bevordering van de belangen der werklieden verbonden aan het bedrijf plaats. In 1899 werd de zaak omgezet in een nv met een maatschappelijk kapitaal van f 1 miljoen, dat geheel volgestort werd. De aandelen waren verdeeld onder de drie oprichters. Ondertussen had Palthe de eerste filialen, te Amsterdam, aan de Vijzelstraat en de Nieuwendijk (Amsterdam)

## Groei
Palthe groeide uit tot de grootste chemische wasserij en ververij  van Nederland en was als zodanig als enige Nederlandse onderneming deelgenoot in een internationaal kartel. Naast het verven van allerlei textielgoederen nam Palthe ook het verven van struisvogelveren en ten slotte ook de handel daarin ter hand. Het chemisch reinigen gebeurde met een benzine wasmachine. Bij het vijftigjarig bestaan, in 1923, waren er 700 en in drukke tijden 800 personen werkzaam. Ondertussen werd een landelijk net van filialen opgebouwd, onder de naam Palthe maar deels met franchisenemers. Hiervoor werd onder meer de Palthe Verkoop Organisatie opgericht. Een deel van het werk gebeurde bij de filialen doordat kleinere geschikte apparatuur beschikbaar kwam. Ook namen de filialen kledingreparatie op zich.

## Overnames en fusie
De naoorlogse periode betekende een grootse doorbraak. Bij het 75-jarig bestaan, in 1948, telde Palthe 1150 werknemers. In 1958 vond de eerste overname van een branchegenoot plaats: de NV Gebr. Hoeksema, Utrecht, in 1960 volgden de De Pauw te Nijmegen en De Zwitsersche Waschinrichting en Ververij te Rijswijk. Een fusie met De Regenboog Jansen en Bierens te Tilburg volgde in 1961. Deze van oorsprong wolververij was net als Palthe steeds meer op synthetische stoffen overgegaan. De samenvoeging gebeurde door aandelenruil. Met de 275 werknemers van De Regenboog erbij telde Palthes Textiel Veredelingsbedrijven NV toen 2850 werknemers. De Regenboog schakelde weer om van textielververij naar chemisch reinigen en werd het zuidelijk steunpunt voor de Palthe-filialen. In 1966 werd het chemisch reinigingsbedrijf Hoyer nv te Groningen overgenomen, bestaande uit zestien winkels en een fabriek.

## Neergang
Over 1960 werd nog dividend uitgekeerd, de eerst volgende tien jaren werd verlies geleden. Pas over 1971 werd de dividenduitkering hervat. Inmiddels was het personeelsbestand danig teruggelopen, tot iets meer dan 1300 in 1971. Een deel van de filialen bestond vanaf eind jaren 1960 uit een zogeheten Palthenette, waar direct service centraal stond. De centrale ververij te Almelo kwam steeds meer in de problemen door de teruggang in de regionale textielindustrie. Eind 1978 viel het doek en werd deze afdeling gesloten, waardoor 180 mensen hun baan verloren. De productie werd vervolgens op dezelfde locatie in afgeslankte vorm voortgezet door Jersey Trend Prints BV. In 1980 gingen er nog eens 60 mensen bij De Regenboog eruit, er bleven 70 personeelsleden over. De gemeente Tilburg kocht in 1981 het fabriekscomplex voor f 3,5 miljoen, onder voorwaarde van een minimale werkgelegenheid van 75 personen voor de volgende vijf jaar. De werkgelegenheid bij Palthe Textielveredeling liep terug tot 607 in 1980.

## Ondergang en doorstart
Eind jaren 1980 was Palthe met ruim 100 filialen (1987: 60 eigen, 52 franchises) alom tegenwoordig in het Nederlandse straatbeeld. Maar in 1993 volgde toch het faillissement, deels door aanhoudende problemen bij De Regenboog. De stomerijketen werd overgenomen door Manaus Business Development te Amsterdam die met de franchisenemers een akkoord wist te bereiken. Deze activiteit ging verder onder de naam Palthe Stomerijen BV. In januari 2004 ging Palthe nogmaals failliet. De Regenboog was al in 1996 gesloten.